# 防災科学技術研究所
国立研究開発法人防災科学技術研究所（ぼうさいかがくぎじゅつけんきゅうしょ、英: National Research Institute for Earth Science and Disaster Resilience、略称：防災科研、NIED）は、防災に関する科学技術の研究を行う文部科学省所管の国立研究開発法人（2006年3月31日までは特定独立行政法人）。本部は茨城県つくば市にあるが、全国各地に実験施設や観測施設を所有している。

## 事業
防災科学技術に関する基礎研究及び基盤的研究開発等の業務を総合的に行うことにより、防災科学技術の水準の向上を図る。

## 沿革
- 1963年4月 - 科学技術庁の附属機関（現行制度における施設等機関に相当）として国立防災科学技術センター（略称: 防災センター）設立。
- 1964年12月 - 雪害実験研究所を新潟県長岡市に開所（現在の雪氷防災研究センター）。
- 1965年8月 - 波浪等観測塔を神奈川県平塚市に開所。
- 1967年
  - 6月 - 強震観測事業推進連絡会議設置（現在も存続）。
  - 6月 - 平塚支所を神奈川県平塚市に開所（後の平塚実験場）。
- 1969年10月 - 新庄支所を山形県新庄市に開所。
- 1970年6月 - 大型耐震実験施設を現在の茨城県つくば市に開設。
- 1971年11月 - 川崎ローム斜面崩壊実験事故が発生。国立防災科学技術センターなどが神奈川県川崎市生田緑地公園で行った斜面崩壊実験の失敗により、実験関係者・報道関係者ら15名が生き埋めとなって死亡した。
- 1974年3月 - 大型降雨実験施設を現在の茨城県つくば市に開設。
- 1978年4月 - 現在の茨城県つくば市に移転完了。
- 1984年3月 - 関東・東海地殻活動観測網がほぼ完成。
- 1988年4月 - 雪害実験研究所を長岡雪氷防災実験所に改組、新庄支所を新庄雪氷防災研究支所に改組。
- 1990年6月 -  防災科学技術研究所に名称変更及び組織改編。
- 1993年4月 - 地震予知研究センター設置。
- 1996年
  - 3月 - 相模湾海底地震観測施設を平塚実験場に開設、K-NET（強震観測網）稼働開始。
  - 5月 - 地震予知研究センターを地震調査研究センターに改組。
- 1997年
  - 3月 - 雪氷防災実験棟を山形県新庄市に開設。
  - 4月 - Hi-net（高感度地震観測網）及びKiK-net（基盤強震観測網）稼働開始。
  - 11月 - F-net（広帯域地震観測網）稼働開始。
- 1999年4月 - 防災研究データセンター設置。
- 2001年
  - 1月 - 中央省庁再編に伴い、防災科学技術研究所は文部科学省の施設等機関に移行。
  - 4月 - 独立行政法人防災科学技術研究所設立、地震防災フロンティア研究センターが理化学研究所から移管。
- 2002年
  - 4月 - 大都市大震災軽減化特別プロジェクト（主要5分野の研究開発委託事業新世紀重点研究創生プラン）を文部科学省より受託。
  - 10月 - 地震防災フロンティア研究センター川崎ラボラトリーを神奈川県川崎市に開設。
- 2003年4月
  - 高度即時的地震情報伝達網実用化プロジェクト（経済活性化のための研究開発）を文部科学省より受託。
  - 地震防災フロンティア研究センターが兵庫県三木市から同県神戸市へ移転。
- 2004年
  - 4月 - 危機管理対応情報共有技術による減災対策（科学技術振興調整費重要課題解決型研究）を文部科学省より受託。
  - 10月 - 兵庫耐震工学研究センターを兵庫県三木市に開設。
- 2005年3月 - 兵庫耐震工学研究センターに実大三次元震動破壊実験施設（E-ディフェンス）が完成。
- 2006年4月 - 第二期中期目標・中期計画開始に伴い組織改編（3研究部、3センター）、非特定独立行政法人に移行。
- 2007年
  - 3月 - 地震防災フロンティア研究センター川崎ラボラトリーを廃止。
  - 4月 - 監査室を改組して監査・コンプライアンス室を設置。
- 2008年3月 - 平塚実験場を廃止。
- 2010年4月
  - 基盤的火山観測網（V-net）運用開始
- 2011年
  - 3月 - 地震防災フロンティア研究センターを廃止。
  - 4月 - 第三期中期目標・中期計画開始に伴い組織改編（3研究領域）。
- 2015年4月 - 「独立行政法人防災科学技術研究所」から「国立研究開発法人防災科学技術研究所」に名称変更。
- 2016年4月 - 南海トラフ沿いに敷設されている地震・津波観測監視システムDONET及びDONET2が海洋研究開発機構から防災科学技術研究所に移管[1]。
- 2017年11月 - 陸域の高感度地震観測網（Hi-net）、全国強震観測網（K-NET）、基盤強震観測網（KiK-net）、広帯域地震観測網（F-net）と基盤的火山観測網（V-net）、海域の日本海溝海底地震津波観測網（S-net）、地震・津波観測監視システム（DONET1, 2）を網羅し統合した陸海統合地震津波火山観測網（モウラス、英: Monitoring of Waves on Land and Seafloor（MOWLAS））の運用を開始[2]。
- 2018年
  - 4月 - ISUT（Information Support Team:災害時情報集約支援チーム）の試行的立ち上げ[3]。
  - 6月 - 独立行政法人国立高等専門学校機構と連携・協力協定を締結[4]。
- 2019年
  - 1月 - 日本防災産業会議との間で情報提供・使用許諾に関する覚書を締結[5]。
  - 2月 - 防災科研の「アイデンティティ」（タグライン／ステートメント／ロゴマークで構成）を発表[6]。
- 2020年6月 - 国立研究開発法人防災科学技術研究所法令和二年六月二十四日公布（令和二年法律第六十三号）改正により、2021年4月1日から「科学技術・イノベーション創出の活性化に関する法律第三十四条の五第一項及び第二項の規定による株式又は新株予約権の取得及び保有を行うことができる」とされた。
- 2021年11月 - 新たな防災・減災サービスを提供するI-レジリエンス株式会社を、東京海上ホールディングスとの合弁で設立[7]。

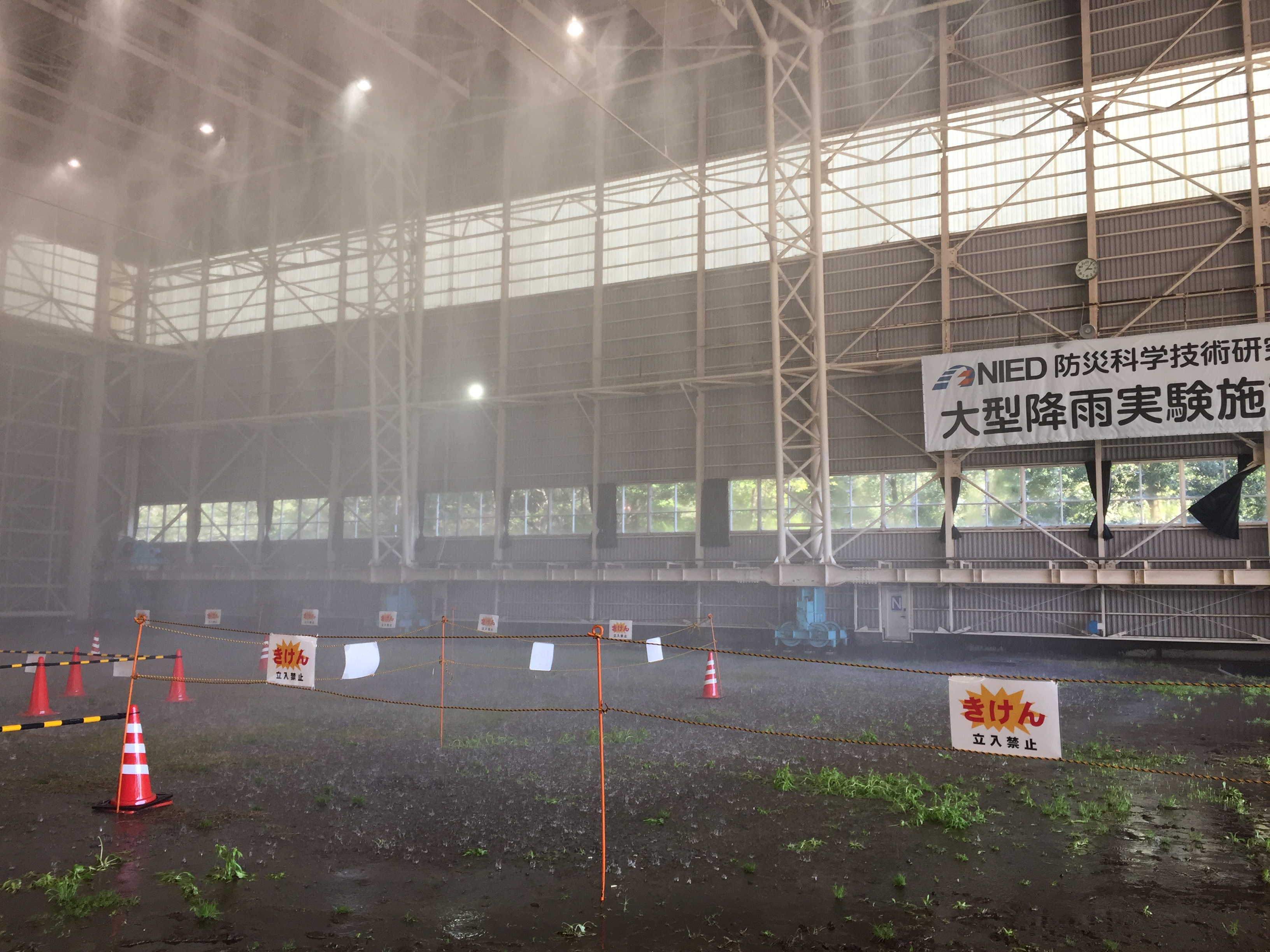
大型降雨実験施設（茨城県つくば市）
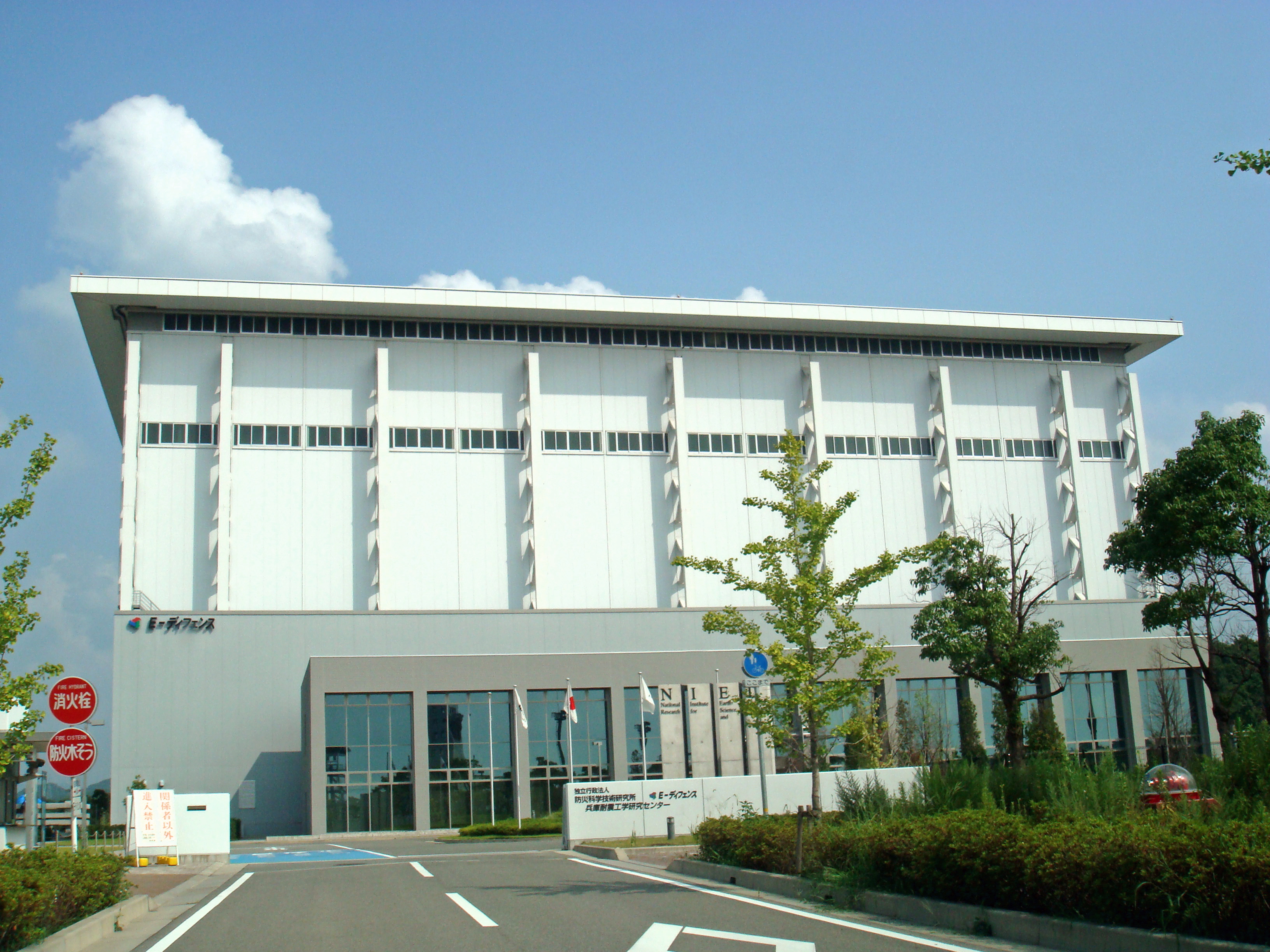
E-ディフェンス（兵庫県三木市）
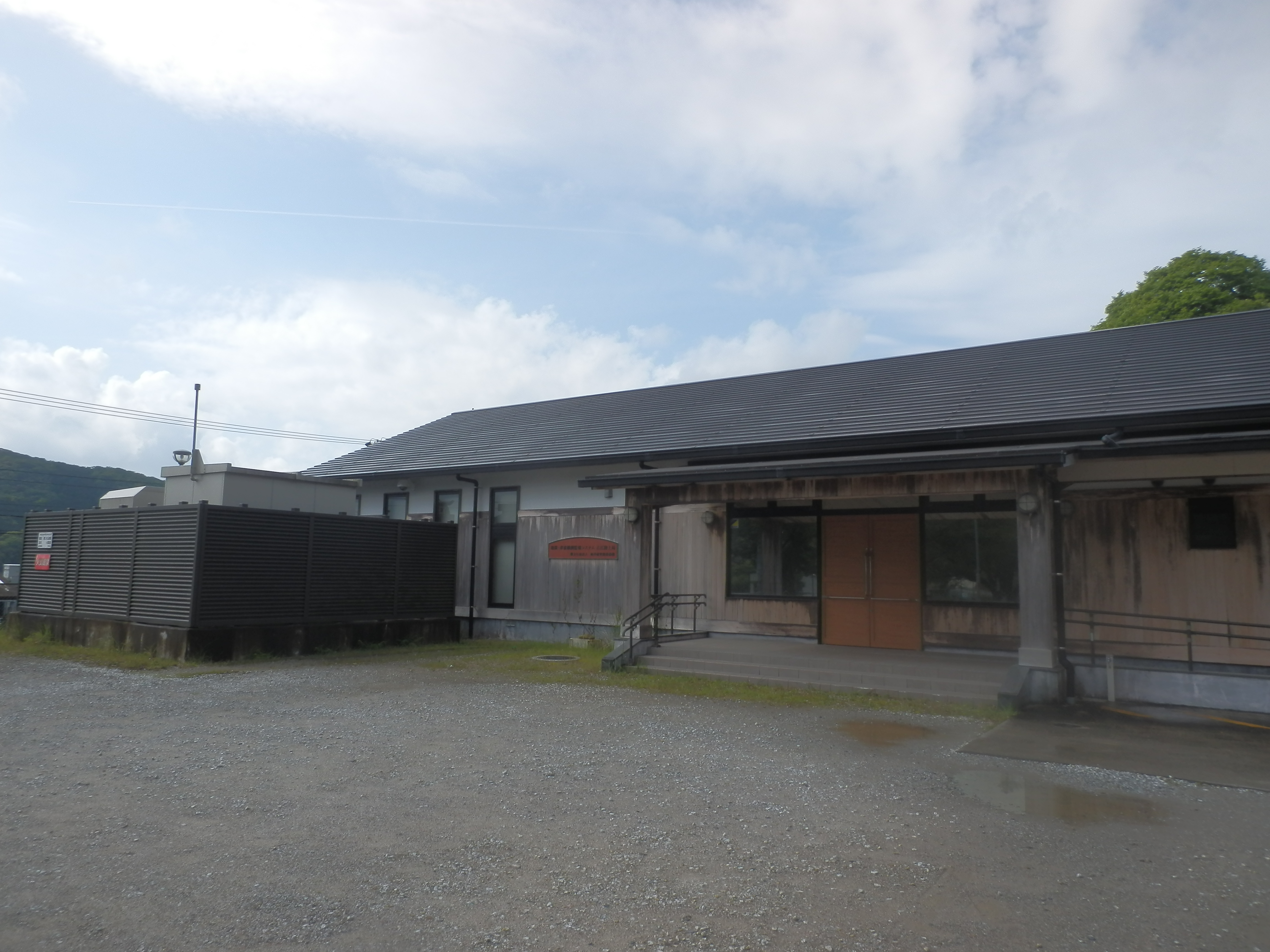
DONET尾鷲陸上局（三重県尾鷲市）

## 組織

### 2011年3月まで
- 理事長
- 理事（理事長を含み2名）
- 監事（2名）
- 企画部（企画課、広報普及課）
- 総務部（総務課、経理課、研究支援課、施設室）
- 地震研究部
  - 地震観測データセンター
- 火山防災研究部
- 水・土砂防災研究部
- 防災システム研究センター
  - 地震防災フロンティア研究センター - 兵庫県神戸市
  - IT統括室
  - 自然災害情報室
- 雪氷防災研究センター - 新潟県長岡市
  - 新庄支所 - 山形県新庄市
- 兵庫耐震工学研究センター - 兵庫県三木市
- 監査・コンプライアンス室

### 2011年4月以降
- 理事長
- 理事（理事長を含み2名）
- 監事（2名）
- 経営企画室
- 総務部（総務グループ、研究支援グループ）
- 観測・予測研究領域
  - 地震・火山防災研究ユニット
    - 地震・火山観測データセンター
    - 海底地震津波観測網整備推進室

  - 水・土砂防災研究ユニット
  - 雪氷防災研究センター - 新潟県長岡市
    - 新庄支所 - 山形県新庄市
- 減災実験研究領域
  - 兵庫耐震工学研究センター - 兵庫県三木市
- 社会防災システム研究領域
  - 災害リスク研究ユニット
    - IT統括室

  - アウトリーチ・国際研究推進センター
    - アウトリーチグループ
    - 国際研究推進グループ
    - 自然災害情報室
- レジリエント防災・減災研究推進センター
  - 研究推進室
- 監査・コンプライアンス室

### 2020年7月以降[8]
- 理事長
- 理事（理事長を含み2名）
- 監事（2名）
- 企画部
- 総務部
- 法務・コンプライアンス室
- 監査室
- イノベーション共創本部
- 南海トラフ海底地震津波観測網整備推進室
- 戦略的イノベーション推進室
- 基礎研究部門
  - 地震津波防災研究部門
  - 火山防災研究部門
  - 地震減災実験研究部門
  - 水・土砂防災研究部門
  - 氷雪防災研究部門
  - マルチハザードリスク評価研究部門
  - 防災情報研究部門
  - 災害過程部門
- 基盤的研究開発センター
  - 地震津波火山ネットワークセンター
  - 総合防災情報センター
  - 先端的研究施設利活用センター
  - 火山研究推進センター
  - 首都圏レジリエンス研究推進センター
  - 国家レジリエンス研究推進センター
- 職員数（2020年4月時点）
  - 役員4名
  - 常勤職員305名

### 歴代理事長

#### 所長（独立行政法人化以前）
- 和達清夫（1963年4月1日〜1966年8月51日）
- 寺田一彦（1966年8月16日〜1971年11月17日）
- 菅原正巳（1972年4月14日〜1975年5月31日）
- 大平成人（1975年6月1日〜1983年7月31日）
- 高橋博（1983年8月1日〜1989年3月31日）
- 萩原幸男（1989年4月1日〜1992年3月31日）
- 植原茂次（1992年4月1日〜1996年8月31日）
- 片山恒雄（1996年9月1日〜2001年3月31日）

#### 理事長（独立行政法人化以後）
- 片山恒雄（2001年4月1日〜2006年3月31日）
- 岡田義光（2006年4月1日〜2015年9月30日）
- 林春男（2015年10月1日〜2023年3月31日）
- 寶馨（2023年4月1日〜）

## プロジェクト
- 地震観測データを利用した地殻活動の評価及び予測に関する研究
- 国際地震火山観測研究
- 火山噴火予知と火山防災に関する研究
- マルチパラメータレーダを用いた土砂・風水害の発生予測に関する研究
- 台風災害の長期予測に関する研究
- 地域防災力の向上に資する災害リスク情報の活用
- 防災情報基盤支援プログラム
- 地震動予測・地震ハザードの予測手法の高度化に関する研究
- 地震防災フロンティア研究
- 雪氷災害発生予測システムの実用化とそれに基づく防災対策に関する研究
- 実大三次元震動破壊実験施設を活用した耐震工学研究
- 大都市大震災軽減化特別プロジェクト（主要5分野の研究開発委託事業、2002年度〜2006年度）
- 危機管理対応情報共有技術による減災対策（科学技術振興調整費重要課題解決型研究、2004年度〜2006年度）
- 高度即時的地震情報伝達網実用化プロジェクト（経済活性化のための研究開発プロジェクト、2003年度〜2007年度）
- 災害リスク情報プラットフォームの開発に関する研究